# 扎比利亞尼
48°38′14″N 28°33′26″E / 48.63722°N 28.55722°E
扎比利亞尼（烏克蘭語：Забіляни），是烏克蘭的村落，位於該國西南部文尼察州，由圖利欽區負責管轄，始建於1700年，面積2.58平方公里，海拔高度267米，2001年人口29，人口密度每平方公里11.24人。